# Axel Olof Freudenthal
Axel Olof Freudenthal, född den 12 december 1836 i Sjundeå socken i Nylands län, Finland, död den 2 juni 1911 i Helsingfors, Finland, var en finlandssvensk språkforskare och svekoman. Hans föräldrar var Gabriel Freudenthal, en arrendator och godsägare, och Brigitta Katarina Björling.

## Biografi
Axel Olof Freudenthals familj hade invandrat från Sverige till Finland och var delvis av tysk härkomst.
År 1866 förordnades han till docent i fornnordiska språket och antikviteterna vid Helsingfors universitet och erhöll 1878 professuren i svenska språket och litteraturen, som han innehade till 1904. Freudenthal ägnade sig i början åt studier i det grekiska språket. Sina studier i nordiska språk började han med nyländska ortnamnsforskningar och undersökningar av österbottniska dialekter, främst Närpes- och Vörå-målen. Han var en av grundarna av Svenska landsmålsföreningen i Helsingfors. Freudenthal var också en av grundläggarna av Svenska litteratursällskapet i Finland, medlem av dess styrelse 1885-1908 och styrelsens vice ordförande 1885-94.
Freudenthal har sin betydelse som skapare av den svenska samlingsrörelsen i Finland. Han reagerade kraftigt i tidningsuppsatser, i bl.a. Wikingen, broschyrer och tal mot den nationella självuppgivelsen, som hade gripit omkring sig bland den svenskspråkiga akademiska ungdomen under påverkan av Johan Vilhelm Snellman. Våren 1858 hade man i den nyländska studentavdelningen diskuterat vad som borde göras för att befrämja förfinskningen av landets svensktalande befolkning. Hos den 21-årige Freudenthal hade debatten framkallat tvivel och vånda. Med vilken rätt ville man förfinska en rent svensk befolkning, frågade han sig.
| ”                    | Jag kunde icke svika i uppfyllandet af min plikt mot min moders minne. Och det var här, i mitt älskade fosterland som den plikten skulle uppfyllas. | „ |
| – Mörne 1927, s. 55f | |   |

Freudenthal var kurator inom Nylands nation, och det var också här hans arbete för svenshetsrörelsen började, "svekomanin" . Han opponerade sig bl.a. mot den vilseledande terminologin, därför förordade han bruket "finländare" som beteckning för både svenskspråkiga och finskspråkiga i Finland. Förslaget kom ursprungligen från August Sohlman. Vad var nytt med Freudenthalska programmet? I motsats till tidigare svenskhet menade han att det inte bara var språket som bestämde världsåskådning utan han underströk starkare härstamningen som nationalitetens grund. Historia och kulturtraditioner är ju enligt honom i mångt och mycket gemensamma för finnar och svenskar, och kan därför inte utgöra grunden för särskilda nationaliteter. Freudenthal betonade också språket som just modersmål, och hade inte instrumentell syn på språkets funktion i kommunikation. Hans utredningar om härstamningen är symtom på en ny typ av argumententation.
1860 trodde Fredenthal att den svenska nationaliteten i Finland var mycket gammal, och presenterade en teori om bosättningen av Nyland. Enligt denna teori hade svenskarnas förfäder invandrat från Svarta havets kuster till Skandinavien. Några av dem stannade i Finland. Kontakterna mellan Sveriges svenskar och Finlands svenskar skall ha upprätthållits. Enligt honom kan skandinaverna inte ha haft kontakter med finnarna, eller "tjuderna", eftersom dessa var halvbarbarer och nomader. Dessutom talade "tjuderna" ett obegripligt språk. Hans idéer reviderades sedermera. 1882 presenterade han idén att Nyland koloniserats från Gotland eller det svenska fastlandet. Svenskarna skulle ha flyttat över till Finland någon gång före "korstågen".
1877 promoverades Freudenthal till hedersdoktor i Uppsala.

## Rasläror
Freudenthal såg den finskspråkiga majoriteten som ett hot och förespråkade aktivt motstånd för att skydda den svenskspråkiga befolkningen. Han gick så långt som att föreslå radikala åtgärder, såsom separatism, i kontrast till Axel Lillens mer moderata linje.  I Freudenthals teorier förenades språk, nationalitet och härstamning (”ras”). Utifrån detta hävdade han att den svenskspråkiga befolkningen i Finland var rasmässigt överlägsen på ett sätt som kan jämföras med tidens ariska rasideologier i Europa.

## Utmärkelser
- Sankt Stanislausorden, tredje klass,  1897[4]
- Sankt Annas orden, tredje klass,  1904[4]

[Redigera Wikidata]